# Listropsylla dorippae
Listropsylla dorippae är en loppart som först beskrevs av Rothschild 1904.  Listropsylla dorippae ingår i släktet Listropsylla och familjen mullvadsloppor. Inga underarter finns listade i Catalogue of Life.